# Hindsiclava resina
Hindsiclava resina é uma espécie de gastrópode do gênero Hindsiclava, pertencente a família Pseudomelatomidae.